# András Kun
Dans le nom hongrois Kun András, le nom de famille précède le prénom, mais cet article utilise l’ordre habituel en français András Kun, où le prénom précède le nom.
Pour les articles homonymes, voir Kun.
András Kun, né le 8 novembre 1911 à Nyírbátor et mort le 19 septembre 1945 à Budapest, est un prêtre catholique hongrois, condamné à mort et exécuté pour avoir commandé un escadron de la mort pour le parti pro-nazi des Croix fléchées pendant la Seconde Guerre mondiale.

## Biographie
Après avoir étudié au séminaire à Rome, il sert comme prêtre dans un monastère franciscain. En 1943, il quitte son monastère et rentre à Budapest, où il s'enrôle dans le Parti des Croix fléchées. 
Lorsque ce parti fasciste prend le pouvoir, en octobre 1944, Kun prend la tête d'une milice qui perpètre de nombreux assassinats de masse de Juifs à Budapest. Le 12 janvier 1945, son groupe s'en prend à l'hôpital juif de Buda Chevra Kadisha et assassine 140 personnes, patients et praticiens. Les victimes étaient le plus souvent jetées dans le Danube.

## Procès et exécution
Après la prise de Budapest par l'Armée rouge, András Kun est capturé et accusé de 500 assassinats. Jugé par un tribunal populaire, il reconnaît les faits et est condamné à mort. Il est pendu le 19 septembre 1945.